# Akron/Family
Akron/Family är en folkmusikinspirerad experimentell rockgrupp bildad 2002. Gruppens medlemmar bor i Portland, Oregon, Tucson, Arizona och New York City, New York. Medlemmarna i gruppen, Dana Janssen, Seth Olinsky och Miles Seaton, har inga specifika favoritinstrument, utan instrumenten spelas hela tiden av olika bandmedlemmar. Gruppen tillhör skivbolaget Young God Records.

## Diskografi
Album
- 2005 - Akron/Family (Mars 2005; Young God Records)
- 2005 - Akron/Family & Angels of Light (Oktober 2005; Young God Records) - delat album med Angels of Light.
- 2006 - Meek Warrior (Oktober 2006; Young God Records) - samarbete med Hamid Drake
- 2007 - Love Is Simple (September 2007)
- 2009 - Set 'Em Wild, Set 'Em Free (Maj 2009)
- 2011 - S/T II: The Cosmic Birth And Journey Of Shinju TNT (Februari 2011; Dead Oceans)
- 2013 - Sub Verses (April 2013; Dead Oceans)

Singlar/EPs
- 2009 - River / Morning on Michigan Avenue
- 2009 - Everyone is Guilty / Total Destruction
- 2012 - By My Side
- 2013 - Until the Morning
- 2013 - Soul I Know / World Is Tired